# Cristian Raileanu
Cristian Raileanu (Bălți, 24 de enero de 1993) es un ciclista rumano, profesional desde 2017 y que desde 2024 milita en el conjunto Li Ning Star.

## Palmarés
2014
- 3.º en el Campeonato de Moldavia en Ruta
- 2.º en el Campeonato de Moldavia Contrarreloj

2015
- 2.º en el Campeonato de Moldavia en Ruta
- 3.º en el Campeonato de Moldavia Contrarreloj

2016
- Campeonato de Moldavia en Ruta

2017
- 3.º en el Campeonato de Moldavia en Ruta
- 1 etapa del Tour de Szeklerland

2018
- Tour de Cartier, más 1 etapa
- 3.º en el Campeonato de Moldavia en Ruta

2019
- 1 etapa del Tour de Iskandar Johor
- 1 etapa del Tour de Taiyuán
- Campeonato de Moldavia Contrarreloj
- Campeonato de Moldavia en Ruta
- 1 etapa del Tour Peninsular[2]
- 1 etapa del Tour de Singkarak

2020
- Campeonato de Moldavia Contrarreloj
- Campeonato de Moldavia en Ruta

2021
- Campeonato de Moldavia Contrarreloj
- 2.º en el Campeonato de Moldavia en Ruta

2022
- 1 etapa del Tour de Szeklerland
- 3.º en el Campeonato de Rumania de Contrarreloj

2023
- 1 etapa del Tour de Szeklerland

2024
- 2.º en el Campeonato de Rumania de Contrarreloj
- Campeonato de Rumania en Ruta

2025
- 2.º en el Campeonato de Rumania de Contrarreloj